# Nadir Sabino
Nadir Sabino é uma maratonista brasileira. Ela é a maior campeã da Corrida de Reis com cinco conquistas, tendo vencido as edições de 1989, 1990, 1992, 1996 e 2005. Nas edições de 2013 e 2014 subiu ao pódio da competição após terminar na quinta colocação.
Em maio de 2011 e 2012, venceu a Corrida da Infantaria em Cuiabá. Em setembro de 2011, venceu a 14.ª edição Corrida dos Carteiros, realizada em Várzea Grande. Em julho de 2013, Sabino venceu a 7.ª Corrida Governador Dante Martins de Oliveira disputada em Cuiabá.
Ela é irmã do também maratonista Juarez Sabino.